# Sousoší svatého Jana Nepomuckého (Opočno)
Sousoší svatého Jana Nepomuckého je barokní památka v Opočně v okrese Rychnov nad Kněžnou. Je věnována sv. Janu Nepomuckému, českému patronovi a strážci zpovědního tajemství. Byla pořízena ke příležitosti svatořečení světce v roce 1729. 

## Vznik
Sousoší sv. Jana Nepomuckého na podstavci je datována chronogramem do roku 1729. Autorem je sochař z okruhu Matyáše B. Brauna, v úvahu přichází Jiří F. Pacák případně chrudimský Ignác Rohrbach. Pořízena byla na objednávku majitele opočenského paství Rudolfa hraběte Colloredo-Waldsee.

## Popis
Socha je ukázkou práce vrcholného baroka předních sochařských dílen východních Čech. Jako materiál byl použit šedo-hnědý pískovec. Ústřední postava znázorňuje sv. Jana Nepomuckého v nadživotní velikosti v typické kněžské rochetě adorující krucifix. Světce obklopuje trojice doprovodných postav. Na pravé straně stojí anděl s gestem mlčenlivosti, na levé sedí alegorická ženská postava s otevřenou knihou. U nohou se krčí karikaturně pojatá personifikace Pomluvy, která svou podobou odkazuje na krále Václava IV., který nechal Jana uvěznit a umučit. Podstavec je trojboký s reliéfem aliančního erbu Rudolfa Colloredo-Waldsee a jeho manželky Marie Gabriely ze Starhembergu a opatřený vpředu a vzadu latinskými nápisy. Celé sousoší je obklopeno kuželkovou balustrádou střídanou sloupky.

## Umístění
Socha je umístěna na Trčkově náměstí v Opočně blíže domu čp. 2., bývalé správní budovy panství. Proti ní se nachází socha svatého Floriána od Ignáce Rohrbacha z roku 1734.